# Neritos gibeauxi
Neritos gibeauxi är en fjärilsart som beskrevs av De Toulgoët 1989. Neritos gibeauxi ingår i släktet Neritos och familjen björnspinnare. Inga underarter finns listade i Catalogue of Life.